# 薄翅蟬
薄翅蟬（学名：Chremistica ochracea）为蟬科薄翅蟬屬下的一个种。